# Jomine tagoauna
Jomine tagoauna là một loài tò vò trong họ Ichneumonidae.